# María Isabel García Luis
María Isabel García Luis, née le 17 juin 1962, est une femme politique espagnole membre du Parti populaire (PP).

## Biographie

### Vie privée
Elle est célibataire.

### Profession
María Isabel García Luis est titulaire d'une licence en études ecclésiastiques et d'un diplôme en professorat. Elle est professeure du second degré et directrice pédagogique du collège Notre-Dame du Bon Conseil de La Laguna.

### Activités politiques
Elle est élue conseillère municipale de Icod de los Vinos en 2003 et en est première adjointe au maire de 2007 à 2011.
Le 26 juin 2016, elle est élue sénatrice pour Tenerife au Sénat.